# Antoni Laubitz
Antoni Laubitz (ur. 7 czerwca 1861 w Pakości, zm. 17 maja 1939 w Gnieźnie) – polski duchowny rzymskokatolicki, działacz społeczny, biskup pomocniczy gnieźnieński w latach 1925–1939.

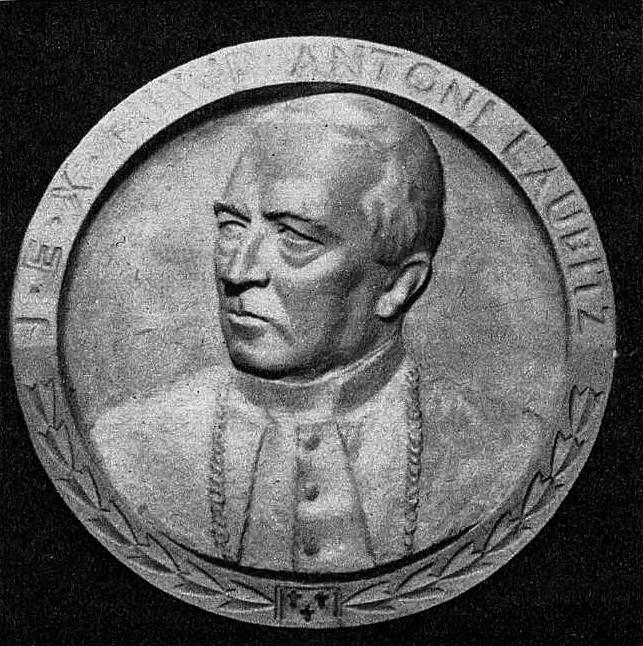
Plakieta bp. Antoniego Laubitza w Gnieźnie

## Życiorys
Nauki pobierał w Inowrocławiu, Trzemesznie oraz w Poznaniu, gdzie w Gimnazjum św. Marii Magdaleny zaprzyjaźnił się z Janem Kasprowiczem. Studia teologiczne odbył na Królewskim Bawarskim Uniwersytecie im. Juliusza Maksymiliana w Würzburgu (1884–1887) i  w seminarium duchownym w Gnieźnie (1887–1888).
Święcenia kapłańskie przyjął w marcu 1888 w Poznaniu z rąk arcybiskupa Juliusza Dindera. Następnie objął obowiązki wikariusza w parafii farnej św. Mikołaja w Inowrocławiu oraz nauczyciela religii w tamtejszym gimnazjum. W 1895 został administratorem parafii św. Mikołaja, a cztery lata później proboszczem parafii Imienia Panny Maryi, wówczas jedynym w mieście. W Inowrocławiu założył ochronkę parafialną. Jego staraniom przypisuje się też powstanie m.in. przytułku dla starców i kalek oraz żłobka. W 900. rocznicę męczeństwa św. Wojciecha za jego sprawą wzniesiono pomnik patrona Polski. Z jego inicjatywy w Inowrocławiu odbudowano zniszczony przez pożar z 1834 romański kościół Imienia Najświętszej Maryi Panny, wzniesiono kościół Zwiastowania Najświętszej Maryi Panny i kościół Najświętszego Serca Pana Jezusa, a także przebudowano farę.
W 1906 wystąpił w obronie uczestników strajku szkolnego przeciwko polityce germanizacyjnej zaborcy. Wydatnie przyczynił się do powstania i rozwoju ukazującego się w latach 1893–1939 „Dziennika Kujawskiego” pod redakcją Józefa Chociszewskiego. W latach 1906–1909 i 1916–1922 pełnił funkcję prezesa rady nadzorczej Banku Ludowego w Inowrocławiu. Był założycielem, protektorem lub działaczem szeregu stowarzyszeń: Związku Kapłanów „Unitas” (1907), gdzie współpracował z ks. Stanisławem Adamskim, Towarzystwa Młodzieży Katolickiej św. Stanisława Kostki (1898), Towarzystwa Robotników Katolickich, Towarzystwa Rolniczego Inowrocławsko-Strzelińskiego (wraz z ks. Piotrem Wawrzyniakiem), Towarzystwa Upiększania Miasta (organizacji zawodowej pracujących kobiet).
W latach 1910–1913 stał na czele Kółka Rolniczego, zaangażował się także w rozwój chłopskiego ruchu spółdzielczego, m.in. zakładając Spółdzielnię „Rolnik”. Prowadził działalność oświatową wśród włościan. Potępiał prowadzoną przez władze pruskie politykę wysiedleń i wywłaszczania polskiego chłopstwa.
Około 1915 Laubitz zaangażował się w konspirację niepodległościową, zostając członkiem Koła Towarzyskiego, a następnie Tajnego Międzypartyjnego Komitetu Obywatelskiego, który pod nazwą Komitetu Obywatelskiego ujawnił się 10 listopada 1918. Duchowny znalazł się w składzie Powiatowej Rady Ludowej, której pierwsze posiedzenie miało miejsce 27 listopada 1918.
W czasie powstania wielkopolskiego był zwolennikiem pertraktacji z Niemcami w sprawie opuszczenia miasta przez władze i wojska zaborcze. Po ustaniu walk został delegatem Centralnego Komitetu Obywatelskiego do spraw organizacji polskiego szkolnictwa w powiecie inowrocławskim, mogileńskim i strzeleńskim.
Rok 1920 przyniósł nominację na proboszcza parafii archikatedralnej w Gnieźnie i prepozyta kapituły metropolitalnej. W tym samym roku z woli prymasa Edmunda Dalbora Laubitz został wikariuszem generalnym archidiecezji gnieźnieńskiej, którą to funkcję zgodnie z prawem kanonicznym sprawował do momentu objęcia urzędu przez nowego biskupa ordynariusza.
W 1924 papież Pius XI mianował go biskupem pomocniczym archidiecezji gnieźnieńskiej i biskupem tytularnym Jassy. W 1926 wybrano go na wikariusza kapitulnego. W październiku tego roku decyzją prymasa Augusta Hlonda powrócił do obowiązków wikariusza generalnego.
W połowie lat 20. zaangażował się w przedsięwzięcie budowy pomnika Bolesława Chrobrego na Wzgórzu Lecha, który został odsłonięty w 1929 przez prezydenta Ignacego Mościckiego. W pierwszej połowie lat 30. XX w. doprowadził także do renowacji bazyliki prymasowskiej i konserwacji księgozbioru biblioteki katedralnej. Dzięki wysiłkom Laubitza przeprowadzono rozbudowę gmachu seminarium duchownego (1927) oraz prace remontowe w kościele św. Jerzego. W 1933 hierarcha przystąpił do organizacji muzeum archidiecezjalnego, projekt ten ostatecznie zrealizowano w 1939. Kolejne przedsięwzięcia, którym patronował Laubitz, to remont pałacu arcybiskupiego, budowa domu rekolekcyjnego dla świeckich, ośrodka dla księży emerytów, nowego alumnatu w Trzemesznie, konwiktu w Wągrowcu i w Gnieźnie.
Podczas prac na Wzgórzu Lecha Laubitz natknął się na fragmenty wału grodowego, charakterystycznego dla budowli wczesnopolańskich i inne ślady kultury materialnej, m.in. przedchrześcijańskie urny pogrzebowe, co zapoczątkowało intensywne badania archeologiczne w rejonie katedry.
Laubitz, podobnie jak w okresie inowrocławskim, dużą wagę przywiązywał do działalności dobroczynnej. Patronował rozbudowie struktur Caritasu. W 1938 sfinansował powstanie tzw. kolonii tanich mieszkań dla gnieźnieńskich bezrobotnych (osiedle Róża). Władze Gniezna w uznaniu zasług hierarchy w marcu 1939 podjęły decyzję o przemianowaniu ul. Szpitalnej na ul. Laubitza (dziś ul. Jana Pawła II). Laubitz był honorowym obywatelem Inowrocławia i rodzinnej Pakości.
Zmarł wiosną 1939. Został pochowany w kaplicy Potockiego gnieźnieńskiej archikatedry. Wkrótce potem w siedzibie Rady Miejskiej w Gnieźnie została odsłonięta plakieta przedstawiająca biskupa, wykonana tuż przed jego śmiercią.

## Odznaczenia
W 1938 prezydent RP Ignacy Mościcki nadał mu Wielką Wstęgę Orderu Odrodzenia Polski. W 1927 ten sam prezydent przyznał mu Krzyż Komandorski tego samego orderu.